# Новоалександровка (Ермоловский сельский совет)
Новоалекса́ндровка (укр. Новоолександрівка) — село в Баштанском районе Николаевской области Украины.
Основано в 1910 году. Население по переписи 2001 года составляло 54 человека. Почтовый индекс — 56120. Телефонный код — 5158. Занимает площадь 0,25 км².

## Местный совет
56120, Николаевская обл., Баштанский р-н, с. Ермоловка, ул. Ленина, 18; тел. 9-55-44.